# Ján Poničan
Ján Poničan (pseudonymy Ján Rob Poničan, rob a i.) (15. června 1902, Očová – 25. února 1978, Bratislava) byl slovenský básník, prozaik, dramatik, překladatel a publicista.

## Životopis
Narodil se v rolnické rodině, ale po předčasné smrti rodičů ho vychovávali příbuzní. Vzdělání získával v Banské Bystrici (na maďarském klasickém gymnáziu) a Lučenci (reálné gymnázium, maturita). Později pokračoval na vysoké škole technické v Praze, ale po dvou letech přestoupil na právo, které ukončil v roce 1927. V roce 1924 vstoupil do KSČ. Příslušník skupiny levicově orientovaných intelektuálů DAV. Pracoval v Bratislavě jako koncipient, krátce i ve Zvolenu. Po přednáškách o SSSR, kde byl jako vedoucí delegace Mezinárodní červené pomoci navštívil Moskvu a Sibiř (1931), byl v Banské Bystrici odsouzen a vězněn (1931). V roce 1932 byl advokátním koncipientem u V. Clementisa, o rok později si otevřel vlastní advokátní praxi. Zastupoval zejména dělníků a komunistů. Advokátní praxi vykonával do roku 1947, později byl tajemníkem Advokátní komory, veřejným a státním notářem. Po roce 1945 byl tajemníkem a místopředsedou Spolku slovenských spisovatelů v letech 1958–1959 vedoucím maďarské redakce Slovenského vydavatelství krásné literatury, později pak až do roku 1964, kdy odešel do důchodu, byl ředitelem tohoto vydavatelství.

## Tvorba
Spolu s A. Sirackým, D. Okálim a V. Clementisem založil v roce 1924 časopis DAV. Ve svých básních vyjadřoval své politické názory, revoluční a proletářské nadšení, ale také vlastní neklid, erotické a milostné motivy, městské zážitky (např. z Paříže), ale také sociální témata. Využívá melodičnost obrazů, poetické hledání rýmů. Kromě poezie, prózy a dramatu také překládal díla světových dramatiků a ruských autorů (Sergej Alexandrovič Jesenin, Vladimír Majakovskij), maďarských autorů (Endre Ady, Sándor Petőfi), ale také díla z bulharského jazyka.

## Dílo

### Poezie
- 1923-Jsem, myslím, cítím a vidím, miluji všechno, jen temno nenávidím, básnická sbírka, první sbírka slovenské proletářské poezie[1]
- 1929-Demontáž, básnická sbírka
- 1932-Večerní světla, básnická sbírka
- 1934-Angara, sbírka básní (zážitky z cesty po Sibiře)
- 1937-Póly, sbírka básní
- 1941-Divný Janko, poéma (v časopise Elán vyšla již v roce 1940)
- 1942-Sen na mezi
- 1946-Ivan Klas
- 1946-Povstání, cyklická báseň
- 1947-Město, báseň o minulosti a přítomnosti Bratislavy
- 1949-Na tepně dob, sbírka básní
- 1954-Básně, výběr veršů
- 1958-Riava neutichá, sbírka básní
- 1962-Ohne nad řekou, výběr veršů[2]
- 1967-Držím se země, drží mě zem, lyrické komentáře z cest po vlasti i zahraničí
- 1972-Spirála Luboš, výběr záclon
- 1973-Hloubky a dálky, sbírka básní

### Próza
- 1935-Stroje se pohnuly, román
- 1945-Sám, sbírka povídek
- 1945-Pavučina (koncipován již v roce 1935), volné pokračování románu Stroje se pohnuly
- 1945-horních květ, milostná romance
- 1946-Je třeba žít, román
- 1949-Z dob-Něčí, sbírka historický novel
- 1959-Po horách-dolinách, obraz přírodní krásy Slovenska
- 1960-A svět se hýbe
- 1964-Červená sedma, výběr prózy
- 1973-Jánošíkovci
- 1975-Bouřlivá mládí
- 1979-Dobyvatel

### Drama
- 1924-Dva světy
- 1935-Jiskry bez ohně
- 1936-Bačův žert, veršovaná rozhlasová hra (podle ní opera Bačovské žerty Ladislava Holoubka)
- 1936-Vzpoura na rozkaz
- 1941-Jánošík
- 1944-Básník a král, veršovaná rozhlasová hra
- 1945-Vzpoura žen, rozhlasová veselohra
- 1949-Čistá hra
- 1958-Čtyři
- 1962-Všetkostroj, utopistická veršovaná hra (napsána v 30. letech, vydána až ve výběru z díla)
- Máje, libreto, které zhudebnil Bartolomej Urbanec

### Tvorba pro děti a mládež
- 1953-Děti, děti, podívejte, sbírka básní pro děti
- 1979-Zkáza hradu, historický román pro mládež (vydaný posmrtně)

### Překlady
- Jean-Baptiste Poquelin Moliére: Mizantrop, Lakomec, Tartuffe
- Alexander Sergejevič Puškin: Kamenný most, Mozart a Salieri
- Friedrich Schiller: Vilém Tell
- Pedro Calderón de la Barca: Dáma skřítek
- Carl Maria von Weber: Čarostřelec (překlad libreta)

## Ocenění
- 1962 - Řád práce
- 1971 - národní umělec